# Chrysler LH (платформа)

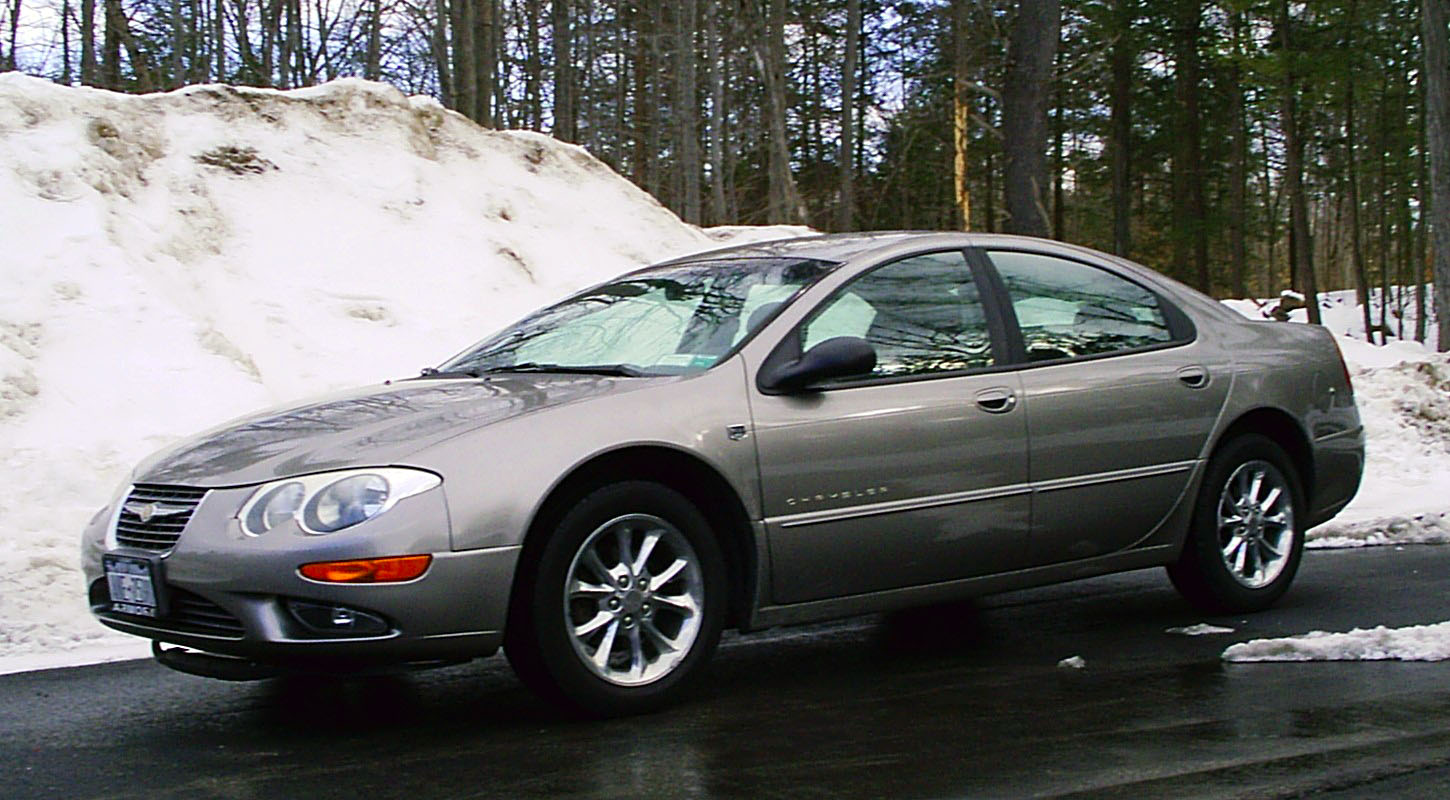
Chrysler 300M

Chrysler LH — автомобильная платформа, использовавшаяся фирмой Крайслер для построения своих автомобилей с 1993 по 2004 годы. Платформа послужила основой многим автомобилям: Chrysler Concorde, Chrysler LHS, Chrysler 300M, Dodge Intrepid, Eagle Vision, последнему поколению Chrysler New Yorker. Под маркой Plymouth предполагался также выпуск автомобиля под названием «Accolade». Chrysler LH была первой платформой Крайслера, где был применён дизайн автомобилей, получивший название «кабину вперёд» (cab-forward).

## История разработки
С началом 1990 года для Крайслера начался новый виток финансовых трудностей. Экономика США соскользнула в рецессию, с последовавшими чёрным понедельником 1987 года и кризисом кредитной системы, однако основными проблемами компании были отсутствие инженерных инноваций и политика беспечных трат, сложившаяся за успешные 80-е годы. Большая часть автомобилей тех лет была основана на проверенной, но уже устаревшей платформе Chrysler K, вдобавок к этому копящиеся долги вследствие дорогостоящих покупок, например итальянских Lamborghini и Maserati, компании AMC. Для автомобильных критиков стало уже рутиной обвинять Крайслер в неспособности конкурировать ни с японскими компаниями, ни с Фордом, как раз доставшим мизерикорд, выпустив новую линейку Taurus. В довершение, по общему мнению, тогдашний глава компании Ли Якокка слишком уж задержался у руля.
Итак, началу 90х Крайслеру настало самое время попробовать начать с нуля. В 1992 году Якокку, которому как раз исполнилось 68 лет, наконец убедили уволиться. Несмотря на предположения некоторых, что он попытается удержать контроль над корпорацией поставив вместо себя Роберта Лутца, новой главой Якокка выбрал более консервативного Боба Итона. В условиях туманного будущего компании новый глава дал добро инженерам на исследовательские проекты, при власти Якокки не одобрявшиеся.
В качестве основы для разработки платформы LH был взят автомобиль Eagle Premier (разработка AMC, попавшая туда из Renault).

Premier имел прекрасное шасси и спроектирован был столь чертовски хорошо, что стал у нас мерилом для LH … духовный отец, генетический предок платформы LH — это Premier.
Оригинальный текст (англ.)[t]he Premier had an excellent chassis and drove so damned well that it served as a benchmark for the LH ... the spiritual father, the genetic antecedent of the LH is the Premier.
— Роберт Лутц
Как и Premier, автомобили LH имели продольнорасположенный двигатель с переднеприводной трансмиссией, что необычно для американских переднеприводных авто, но является визитной карточкой инженеров Рено. При такой конструкции инженерам пришлось передавать мощность от коробки передач на дифференциал посредством цепной передачи, что навевало воспоминания о трансмиссии Oldsmobile Toronado, которая, часто ломалась и сильно шумела.
Команду разработчиков (размером всего в 700 человек) возглавлял Франсуа Костейн, до этого возглавлявший отдел дизайна и разработки AMC. Путь от ватмана до шоу-рума занял три года. Для постановки цели команде стандартом, как упоминалось выше, был выбран Eagle Premier. Автомобили платформы от Dodge и Eagle конкурировали с Ford Taurus и другими машинами среднего класса, придя на замену представителям платформы K. Автомобили от Крайслера целили выше, по дорогим авто от Buick и Oldsmobile.
В 1998 году платформа была переработана, дав старт второму поколению автомобилей, а в 2004 устуила место новой, заднеприводной платформе Chrysler LX, представленной как платформе 2005 модельного года. Хотя продажи Крайлера так и не достигли уровней более популярных конкурентов, благодаря представителям платформы LH компании удалось избавиться от образа производителя безвкусных автомобилей, закрепив за собой звание лидера инновационного дизайна. Несмотря на то, что настоящей «золотой жилой» после приобретения AMC для Крайслера стал бренд Jeep, седаны LH также сыграли свою роль в том, что компания смогла избежать краха в 90х.

## Первое поколение (1993—1997)

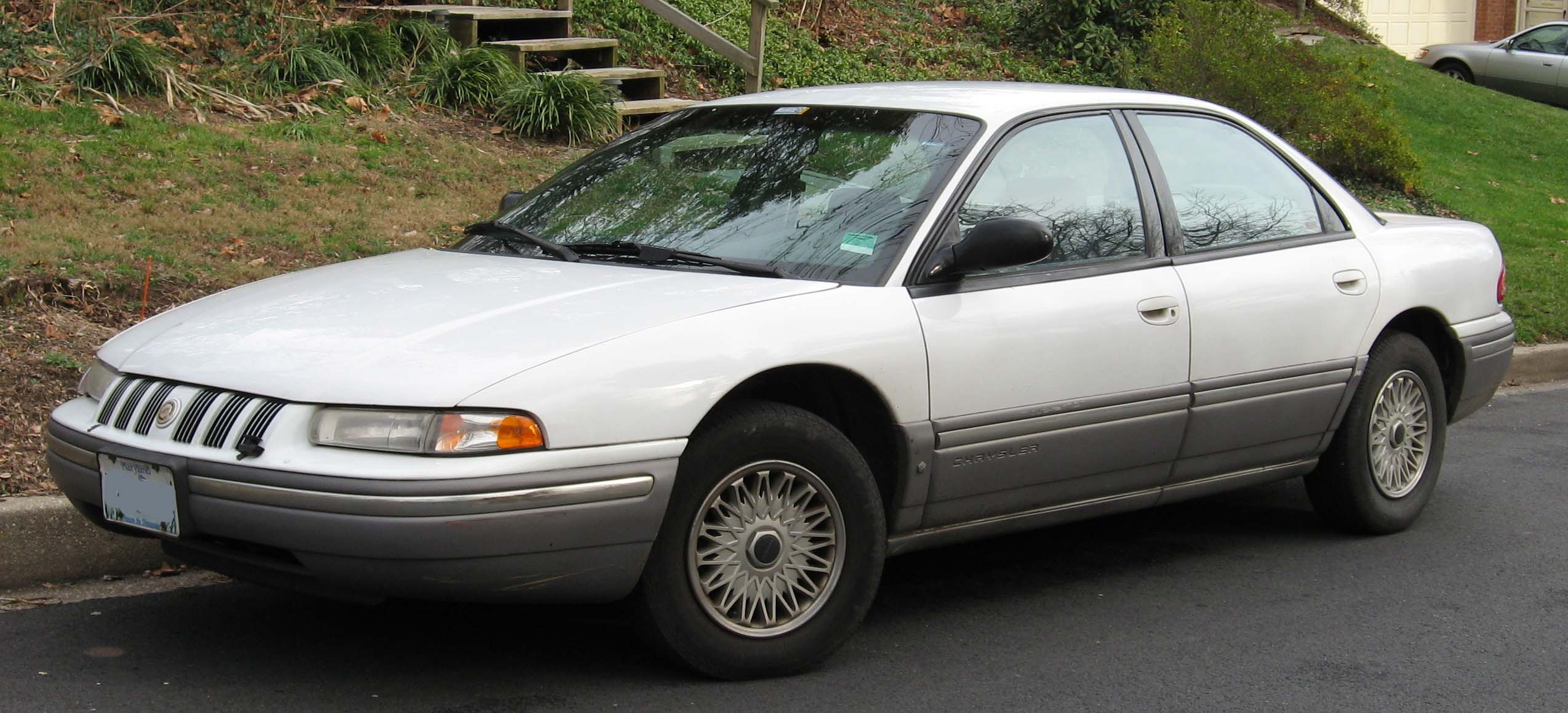
Chrysler Concorde, первое поколение LH

В автомобилях первого поколения использовались уже существовавший на тот двигатель 3,3 л OHV V6 и новый 3,5 л SOHC V6, оба в связке с автоматической коробкой передач 42LE. Колёсная база у всех автомобилей была общая — 2900 мм.
Автомобили первого поколения платформы LH:
- 1993—1997 Chrysler Concorde
- 1993—1997 Dodge Intrepid
- 1993—1997 Eagle Vision
- 1994—1996 Chrysler New Yorker
- 1994—1997 Chrysler LHS

Последние два автомобиля имели удлинённый на 127 миллиметров (5,0 ″) кузов, что увеличило пространство для ног задних пассажиров.
Изначально также планировалось выпустить ещё один автомобиль, под маркой Plymouth. Название предполагалось Plymouth Accolade, вслед существовавшему тогда Plymouth Acclaim, место в линейке — под Intrepid. Однако автомобиль так и остался только на бумаге.

## Второе поколение (1998—2004)

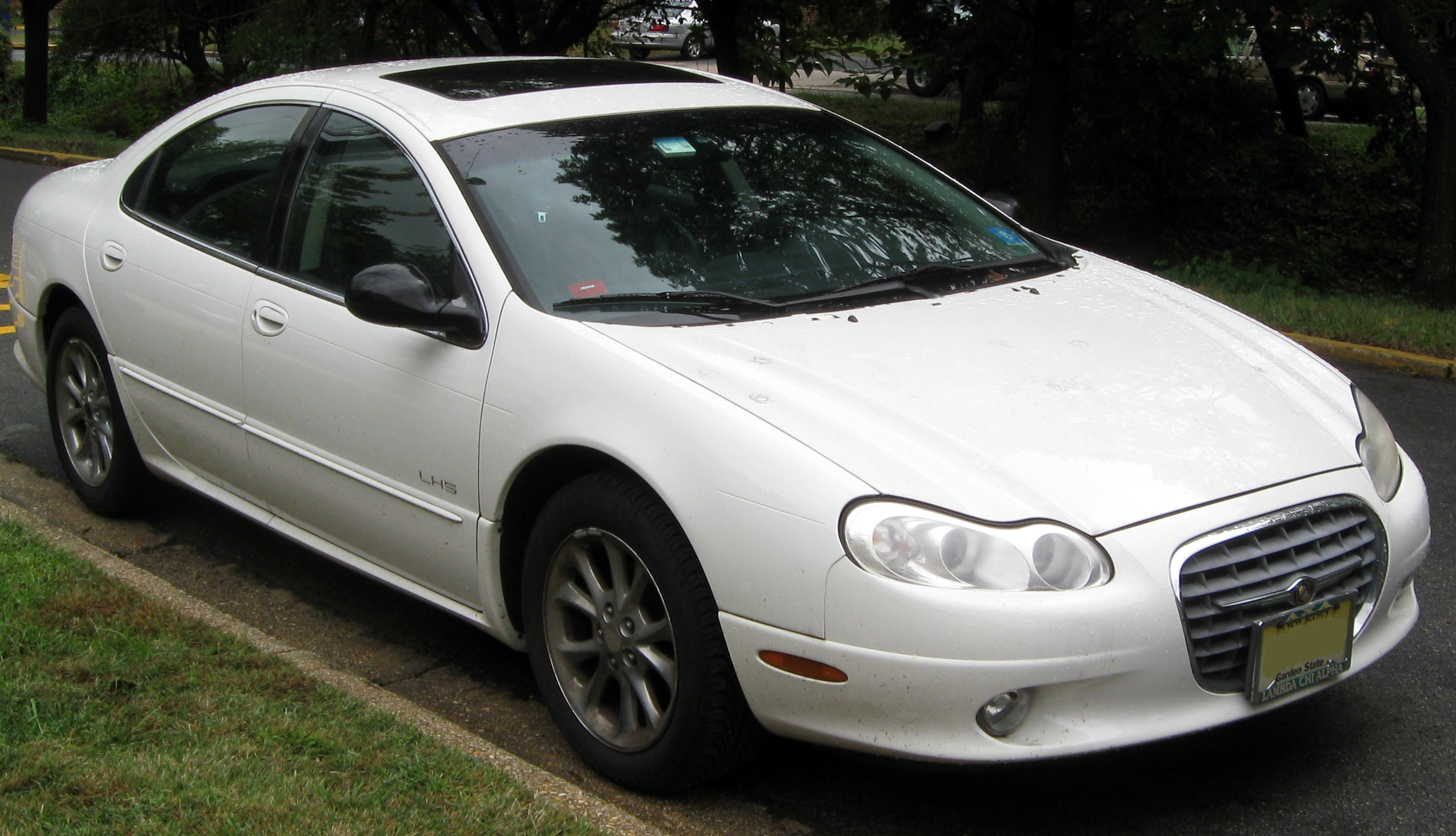
Chrysler LHS, второе поколение LH

В автомобилях второго поколения использовались двигатели 2.7 л. DOHC V6, 3.2 л. SOHC V6 и новую версию 3.5 л. SOHC V6. Коробка передач осталась прежней.
В 1998 году Крайслер отказался от бренда Eagle, в связи с чем на смену Vision был создан Chrysler 300M. За счёт укорочения переднего и заднего свесов длину автомобиля удалось удержать в пределах 5 метров, что позволило экспортировать его в Европу.
Автомобили второго поколения платформы LH:
- 1998—2004 Chrysler Concorde
- 1998—2004 Dodge Intrepid
- 1999—2001 Chrysler LHS
- 1999—2004 Chrysler 300M
- 2002—2004 Chrysler Concorde Limited

## В культуре
Один из эпизодов мини-сериала Сделано в Америке Роберта Райха посвящён разработке платформы LH и её месте в судьбе Крайслера. В эпизоде был показан Dodge Intrepid на тестовом треке, а также скетчи различных автомобилей и работы по проектированию.